# Qi Jiguang

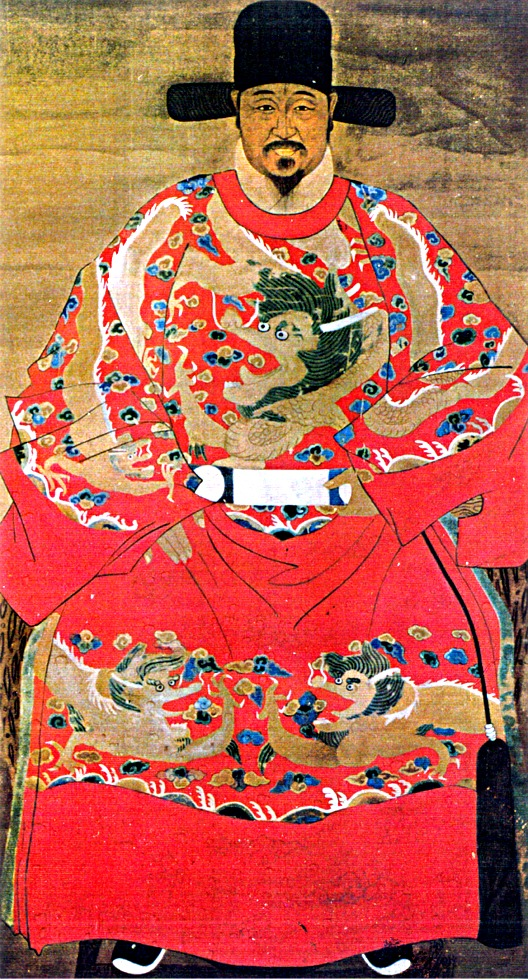
Porträt Qi Jiquans

Qi Jiguang (chinesisch 戚繼光 / 戚继光, Pinyin Qī Jìguāng, W.-G. Ch’i Chi-kuang; * 1528; † 1588) war ein chinesischer Militärführer, der für seine Bekämpfung japanischer Piraten an der chinesischen Ostküste berühmt ist (Sieg über die Piraten 1563). 
Während der Ming-Dynastie plante und realisierte General Qi Jiguang den Bau eines gigantischen Bollwerks zum Schutz seiner Nation vor den Angriffen der Mongolen: die Große Mauer („Chinesische Mauer“). Im Stadtbezirk Jiaojiang (椒江) der Stadt Taizhou (Zhejiang) gibt es eine Qi-Jiguang-Gedächtnishalle. Ein Marineschulschiff der Volksrepublik China trägt den Namen Qi Jiguang 83. Qi ist auch dafür bekannt, die Militärhandbücher Jixiao Xinshu und Lianbing Shiji oder Record of Military Training (練兵實紀) zu schreiben, die er auf seiner Erfahrung als Kampfpädagoge und Verteidigungsplaner bei den Ming-Streitkräften basierte. Er gilt als Held der chinesischen Kultur.

## Werke
- Leitfaden zum Faustkampf von General Qi Jiguang. Übersetzt von Dr. Martin Bödicker. CreateSpace Independent Publishing Platform 2014, ISBN 978-1505806595
- 紀效新書 [Neues Handbuch erprobter Militärkonzepte]. 華聯出版社，台北 1983. (chinesisch)
- 練兵實紀 [Praktische Aufzeichnungen über die Truppenausbildung]. In: 刘鲁民(主编)：中国兵书集成. 中国人民解放军出版社, 北京 1998, 第19册. (chinesisch)